# Vossieuscelus lineatus
Vossieuscelus lineatus es una especie de coleóptero de la familia Attelabidae.

## Distribución geográfica
Habita en Brasil, Ecuador y Perú.